# Ergebnisse der Kommunalwahlen in Neumünster
In den folgenden Listen werden die Ergebnisse der Kommunalwahlen in Neumünster aufgelistet.  Das Feld der Partei, die bei der jeweiligen Wahl die meisten Stimmen bzw. Sitze erhalten hat, ist farblich gekennzeichnet.

## Parteien und Wählerinitiativen
- AfD: Alternative für Deutschland
- B’90/Grüne: Bündnis 90/Die Grünen
- Basis: Basisdemokratische Partei Deutschland
- BfB: Bündnis für Bürger in Schleswig-Holstein
- Bürger NMS: Bürger für Neumünster
- CDU: Christlich Demokratische Union Deutschlands
- FDP: Freie Demokratische Partei
- Heimat (NPD): Die Heimat
- Linke: Die Linke
- LKR: Liberal-Konservative Reformer
- OLN: Offene Liste Neumünster
- Piraten: Piratenpartei Deutschland
- SPD: Sozialdemokratische Partei Deutschlands

## Abkürzung
- Wbt.: Wahlbeteiligung

## Wahlen der Ratsversammlung
Stimmenanteile in Prozent
| Jahr | Wbt.  | CDU  | SPD  | Grüne | FDP | BfB | Linke | Heimat (bis 2023 NPD) | Bürger NMS | AfD | OLN | Basis | LKR | Piraten |
| ---- | ----- | ---- | ---- | ----- | --- | --- | ----- | --------------------- | ---------- | --- | --- | ----- | --- | ------- |
| 2003 | k. A. | 45,3 | 41,4 | 8,1   | 5,2 |     |       |                       |            |     |     |       |     |         |
| 2008 | 41,9  | 34,3 | 33,9 | 8,9   | 9,6 |     | 13,2  |                       |            |     |     |       |     |         |
| 2013 | 39,8  | 36,5 | 34,0 | 12,5  | 4,2 | 6,1 | 3,0   | 1,6                   |            |     |     |       |     | 2,1     |
| 2018 | 35,1  | 34,0 | 27,4 | 16,4  | 5,9 | 5,7 | 4,3   | 3,9                   |            |     |     |       | 2,0 | 0,5     |
| 2023 | 40,0  | 29,3 | 25,1 | 12,7  | 7,5 | 3,7 | 2,5   | 5,6                   | 5,0        | 4,7 | 2,3 | 1,4   |     |         |

Sitzverteilung
| Jahr | Gesamt | CDU | SPD | Grüne | FDP | BfB | Linke | Heimat (bis 2023 NPD) | Bürger NMS | AfD | OLN | Basis | LKR | Piraten |
| ---- | ------ | --- | --- | ----- | --- | --- | ----- | --------------------- | ---------- | --- | --- | ----- | --- | ------- |
| 2008 | 43     | 15  | 15  | 4     | 4   |     | 5     |                       |            |     |     |       |     |         |
| 2013 | 43     | 16  | 14  | 5     | 3   | 2   | 1     | 1                     |            |     |     |       |     | 1       |
| 2018 | 43     | 15  | 12  | 7     | 2   | 2   | 2     | 2                     |            |     |     |       | 1   |         |
| 2023 | 56     | 17  | 14  | 7     | 4   | 2   | 1     | 3                     | 3          | 3   | 1   | 1     |     |         |